# クイントン・マヒナ
クイントン・マヒナ（Quintom Mahina、1999年4月28日 - ）は、オーストラリア出身のラグビーユニオン選手。ジャパンラグビーリーグワンの東京サントリーサンゴリアスに所属している。

## 家族
- オーストラリア出身。母は、和歌山県西牟婁郡白浜町生まれのトンガ人[2]。
- 2人の弟、ネスタ・マヒナ、シアレ・マヒナとも、日本のチームでプレー。

## 略歴
2018年、ブリスベン州立高校卒業後、拓殖大学に入学。
2021年、拓殖大学ラグビー部の副将に就任。
2022年、コベルコ神戸スティーラーズに加入。
2023年2月5日に行われたJAPAN RUGBY LEAGUE ONE第7節相模原ダイナボアーズ戦にて途中出場でリーグワン公式戦初出場を果たした。
2025年6月、コベルコ神戸スティーラーズを退団。
2025年7月1日、東京サントリーサンゴリアスに加入した。